# МКС-45
МКС-45 — сорок пятая долговременная экспедиция Международной космической станции. Её работа началась 11 сентября 2015 года, 21:29 UTC, с момента отстыковки от станции корабля «Союз ТМА-16М». Завершилась экспедиция 11 декабря 2015 года, 09:49 UTC, в момент отстыковки корабля «Союз ТМА-17М». Скотт Келли, Михаил Корниенко и Сергей Волков остались на МКС и перешли в состав экспедиции МКС-46.

## Экипаж
| Должность   | 11 сентября — 11 декабря 2015 | № космического полёта | Корабль доставки |
| ----------- | ----------------------------- | --------------------- | ---------------- |
| Командир    | Скотт Келли, НАСА             | 4                     | «Союз ТМА-16М»   |
| Бортинженер | Михаил Корниенко, ФКА         | 2                     | «Союз ТМА-16М»   |
| Бортинженер | Олег Кононенко, ФКА           | 3                     | «Союз ТМА-17М»   |
| Бортинженер | Кимия Юи, JAXA                | 1                     | «Союз ТМА-17М»   |
| Бортинженер | Норвуд Линдгрен, НАСА         | 1                     | «Союз ТМА-17М»   |
| Бортинженер | Сергей Волков, ФКА            | 3                     | «Союз ТМА-18М»   |

## Ход экспедиции

### Выходы в открытый космос
1. 28 октября 2015 года,  Скотт Келли и  Норвуд Линдгрен, из модуля Квест, длительность 7 часов 16 минут, астронавты проложили два кабеля для будущего стыковочного узла, к которому будут осуществлять стыковку американские космические корабли, смазали манипулятор Canadarm2, установили термоизолирующее покрытие на магнитный альфа-спектрометр AMS-02[2].
2. 6 ноября 2015 года,  Скотт Келли и  Норвуд Линдгрен, из модуля Квест, длительность 7 часов 48 минут, астронавты успешно выполнили реконфигурацию системы охлаждения секции P6 поперечной фермы станции[3].

### Принятые грузовые корабли
1. Прогресс М-29М, запуск 1 октября 2015 года, стыковка 2 октября 2015 года.
2. Cygnus CRS OA-4, запуск 7 декабря 2015 года, стыковка 9 декабря 2015 года.